# Célia Rodrigues
Aracely Rodrigues, mais conhecida como Célia Rodrigues (São Paulo, 28 de fevereiro de 1922 – 1 de janeiro de 2008), foi uma atriz pioneira na TV Brasileira.
Desenvolveu vários trabalhos na televisão. Atuou no Sítio do Pica-Pau Amarelo exibido na Rede Bandeirantes, e em novelas como Algemas de Ouro e as As Pupilas do Senhor Reitor da RecordTV.
Casada com Armando Lombardi, após aposentar-se mudou para Itanhaém, litoral paulista. Célia Rodrigues teve dois filhos Alberto e Aurea. A atriz já falecida[carece de fontes?] muito contribuiu para o crescimento das telenovelas no Brasil[carece de fontes?].